# 孫菲菲 (模特兒)
孙菲菲（1989年3月20日—），中国大陆超级模特。出生于潍坊，毕业于苏州大学的服装设计与展示专业。2008年获得第25届世界精英模特大赛总决赛季军。2018年，知名模特网站models.com将孙菲菲列入New Supers及Money Girl榜单中。

## 外部連結
- 为何超模排名仅次于刘雯的她这么低调？（页面存档备份，存于）
- 中國超模孫菲菲報喜　明天嫁給相戀10年男友 （页面存档备份，存于）